# Maryam Zaree
Maryam Zaree (Teheran, 22 luglio 1983) è un'attrice tedesca nata in Iran. Si è rifugiata in Germania nel 1985 con sua madre dove ha abitato Francoforte.
Il suo film più importante è Shahada (2010), scelto alla Berlinale.

## Filmografia

### Cinema
- Herbstzeitlose, regia di Mahtab Ebrahimzadeh - cortometraggio (2005)
- Etüden op. 18, regia di Ingo J. Biermann (2005) - (segmento "Breaking Glass")
- Bad Luck, Good Luck!, regia di Gregor Erler - cortometraggio (2006)
- Sunny Hill, regia di Luzius Rüedi (2008)
- Mein Vogel fliegt schneller, regia di Gülseli Bille Baur (2009)
- Shahada, regia di Burhan Qurbani (2010)
- Abgebrannt, regia di Verena S. Freytag (2011)
- One Shot, regia di Dietrich Brüggemann - cortometraggio (2011)
- Brüder, regia di Türker Süer - cortometraggio (2012)
- Drei Zimmer/Küche/Bad, regia di Dietrich Brüggemann (2012)
- Willkommen bei Habib, regia di Michael Baumann (2013)
- Ben O Degilim, regia di Tayfun Pirselimoglu (2013)
- Über-Ich und Du, regia di Benjamin Heisenberg (2014)
- A Quintet, regia collettiva (2014)
- Marry Me - Aber bitte auf Indisch, regia di Neelesha Barthel (2015)
- Le chant des hommes, regia di Mary Jimenez e Bénédicte Liénard (2015)
- Welcome to Iceland, regia di Felix Tissi (2016)
- Longs Laden, regia di Andreas Scheffer (2017)
- La donna dello scrittore (Transit), regia di Christian Petzold (2018)
- Systemsprenger, regia di Nora Fingscheidt (2019)
- Weitermachen Sanssouci, regia di Max Linz (2019)
- Wir, regia di Faraz Shariat (2020)
- Undine - Un amore per sempre (Undine), regia di Christian Petzold (2020)
- Aus meiner Haut, regia di Alex Schaad (2022)

### Televisione
- Teresas Zimmer, regia di Constanze Knoche - film TV (2006)
- Dr. Molly & Karl - serie TV, episodi 1x4 (2008)
- Hamburg Distretto 21 (Notruf Hafenkante) - serie TV, episodi 3x23 (2009)
- Bis an die Grenze, regia di Marcus O. Rosenmüller - film TV (2009)
- Un angelo, un amore (Engel sucht Liebe), regia di Franziska Meyer Price - film TV (2009)
- Squadra speciale Lipsia (SOKO Leipzig) - serie TV, episodi 11x11 (2010)
- Die Geisterfahrer, regia di Lars Becker - film TV (2012)
- Tod einer Polizistin, regia di Matti Geschonneck - film TV (2012)
- Unter Feinden, regia di Lars Becker - film TV (2013)
- Die Stadt und die Macht - serie TV, episodi 1x2-1x3 (2016)
- Kommissarin Lucas - serie TV, episodi 1x24 (2016)
- Club Europa, regia di Franziska Hoenisch - film TV (2017)
- 4 Blocks - serie TV, 13 episodi (2017-2018)
- Polizeiruf 110 - serie TV, episodi 47x8 (2018)
- Tatort - serie TV, 13 episodi (2007-2020)
- Liebe. Jetzt! - serie TV, episodi 1x3-2x4 (2020)

## Teatro
- Stormy Love in a Beatbox, Schauspielhaus Hannover, regia di Volker Schmidt (2008)
- Ritchy 3, Schauspielhaus Hannover, regia di Volker Schmidt (2009)
- Wilde Herzen, Treibstoff 09 Theatertage Basel, regia di Michael Koch (2009)

## Riconoscimenti
- 37. Internationales Filmfestival Gent: „Besondere Erwähnung für die beste Schauspielerin“
- 6. Festival international de Cine de Monterrey: „Beste Schauspielerin“